# 麗莎·卡爾特內格
麗莎·卡爾特內格（德語：Lisa Kaltenegger，1977年—）是一位在美國任職的奧地利女性天文學家，是太陽系外行星的專家。卡爾特內格是马克斯·普朗克天文研究所超級地球與生命研究群下的埃米·诺特組組長以及哈佛大學的合聘教授。

## 經歷
卡爾特內格於1977年生於奧地利薩爾斯堡附近的庫赫爾。她於1999年獲得格拉茨大學和加那利天文物理研究所（西班牙語：Instituto de Astrofísica de Canarias，IAC）合頒的天文物理學碩士。2001年獲得格拉茨理工大學工程物理碩士。2005年獲得格拉茨大學和欧洲空间研究与技术中心合頒的天文物理學博士學位。

## 研究
卡爾特內格的研究主要是太陽系外行星的大氣層，她並且是將地球視同不斷隨時間演化天體進行研究的先驅。她研究地球光譜指紋的變化並且和不同演化階段的類地球系外行星的光譜進行比較
，並指出生物學和地質學上的作用會隨時間改變地球，因此從遠處恆星觀測地球也會發現到光譜的改變。她還研究了例如詹姆斯·韦伯太空望远镜等未來太空望遠鏡以光譜方式偵測生物特徵的能力，並得到了必須使用更大型望遠鏡才能達到目的的結論。2009年她提出了如何在三合星南門二系統中尋找假設存在的氣體巨行星旁的系外衛星
，巧合的是，這與同年好萊塢電影《阿凡达》的背景設定相同。

## 榮譽
小行星7734以卡爾特內格的姓氏命名。2007年她被《史密森尼》雜誌評選為 America's Young Innovator in Arts and Science。2012年歐洲聯盟將她選為 EC Role Model for the Women in Research & Science Campaign，同年並獲得每年頒發給德國境內6位各領域年輕科學家的海因茨·邁爾-萊布尼茲獎。

## 外部連結
- Kaltenegger's home page at Harvard（页面存档备份，存于）